# Jean-Philippe Swiadek
Pas d'image ? Cliquez ici

a Compétitions nationales et continentales officielles uniquement.

Jean-Philippe Swiadek, né le 21 décembre 1965 à Saint-Claude, est un joueur de rugby à XV ayant évolué au poste de troisième ligne centre avec le Castres olympique entre 1989 et 1997 après avoir joué pour le Paris Université Club et le RC Narbonne. Il devient ensuite manager puis président du club castrais.

## Biographie
Jean-Philippe Swiadek commence sa carrière au PUC où après avoir fait ses classes en juniors, il dispute une saison en première division groupe B en 1985.
Il signe ensuite à Narbonne où sa polyvalence lui permet de réaliser de nombreuses feuilles de match dans une équipe qui joue les premiers rôles dans un championnat relevé et qui possède des nombreux internationaux (en particulier Didier Codorniou et Patrick Estève).
Avec le club audois, il dispute deux demi-finales de Championnat en 1988 et en 1989.
Il poursuit ensuite sa carrière au Castres olympique où il soulève le Bouclier de Brennus en 1993 contre le FC Grenoble au Parc des Princes à Paris, dans une finale marquée par de graves erreurs d'arbitrage permettant aux Tarnais de remporter le match
‌,.
L'année précédente, il dispute la demi-finale à Béziers contre le Rugby club toulonnais (défaite 15 à 12) où il est gravement blessé à la suite d'une agression du seconde ligne toulonnais Yvan Roux. Il atteint à nouveau la finale du championnat de France deux années plus tard mais Castres s'incline cette fois contre le Stade toulousain sur le score de 31-16.
À sa retraite sportive, il entame une carrière d'entraîneur dans le club voisin du Sporting Club Mazamet pensionnaire de la Pro D2 jusqu'en 2000. Par la suite, il officie comme éducateur à l'École de Rugby du Rugby olympique Castelnaudary. En 2007, il est rappelé par le président Revol au chevet du Castres olympique pour remplacer Laurent Seigne, démis de ses fonctions avant la fin de la saison 2006-2007. Manager du Castres olympique durant deux saisons, il devient Président du club en décembre 2008, à la suite du départ de Pierre-Yves Revol, ce dernier prenant la présidence de la Ligue nationale de rugby. Swiadek quitte la présidence de Castres le 25 octobre 2010 et est remplacé par Michel Dhomps avec Gérard Cholley pour adjoint. Cette démission fait suite à des relations tendues avec son entourage et coïncide également avec sa volonté de réintégrer son employeur de toujours, le Groupe Pierre Fabre.
Depuis 2017, Jean-Philippe Swiadek est membre de la Commission d'Appel de la Fédération Française de Rugby (FFR). En 2021, à l'issue du Comité Directeur de FFR, qui s'est déroulé le 1er juillet, il est nommé Vice-Président de la formation "Bonne conduite" de la Commission fédérale d'appel. Cette activité lui permet de rester en contact avec le rugby amateur mais également professionnel et de consacrer un peu de son temps à un sport qui lui a beaucoup apporté.

## Palmarès
- Championnat de France de première division :
  - Champion (1) : 1993[6]
  - Vice-champion (1) : 1995
- Challenge Yves du Manoir :
  - Finaliste (1) : 1993